# 白い足あと
『白い足あと』（しろいあしあと）は、熊木杏里の2枚目のミニ・アルバム。2012年12月12日にワーナーミュージック・ジャパンからリリース。

## 解説
「ウィンター・ラヴソング」をコンセプトとして構成。収録曲のうち4曲がセルフカバー。DVD同梱の初回限定盤と通常盤の2形態で発売。DVDには「恋のあとがき」MUSIC VIDEOを収録。

## 収録曲
- 作詞・作曲：熊木杏里（特記以外）
- 編曲：武部聡志（特記以外）

1. 恋のあとがき
2. 誕生日
  - 12thシングル「こと／誕生日」収録曲のカバー。
3. 春の風
  - 8thシングル「春の風」収録曲のカバー。
4. ふるさと
  - 作詞：高野辰之／作曲：岡野貞一／編曲：塩谷哲
  - 文部省唱歌のカバー。熊木の出身地、長野県での思い出を浮かべて歌ったという[5]。
5. 新しい私になって
  - 作詞：中島信也・熊木杏里[6]
  - 7thシングル「新しい私になって」収録曲のカバー。
6. ひみつ
  - 4thアルバム「私は私をあとにして」収録曲のカバー。
7. 真夜中の扉